# Lonsdale (inslagkrater)
Lonsdale is een inslagkrater op de planeet Venus. Lonsdale werd in 1994 genoemd naar de Britse hoogleraar, kristallograaf, Quaker en vredesactivist Kathleen Lonsdale (1903-1971).
De krater heeft een diameter van 43 kilometer en bevindt zich in het quadrangle Pandrosos Dorsa (V-5).